# Герб Нікополя
Герб Ні́кополя — один із символів міста Нікополь Дніпропетровської області, затверджений 28 листопада 2000 року рішенням Нікопольської міської ради.
Автор герба — В. Живогляд.

## Опис
Герб міста являє собою щит іспанської форми, у синьому полі, котрого зображено козака на коні з шаблею у правій руці, піднятою над головою.
Золотий вершник мчить над двома срібними хвилястими смугами. Під смугами та над вершником розмістилися по золотій восьмипроменевій зірці, обабіч яких дугою розходяться по три срібні восьмипроменеві, кожна з яких менша за попередню.
Щит обрамлено декоративним срібним картушем та увінчано міською короною у вигляді трьох башт. У середній частині — асиметричне зображення пергаменту, де з лівого боку знаходиться булава, а з правого — бунчук.
Нижня частина картуша представлена у вигляді адміралтейського якоря.

## Символіка
- Синій (лазуровий) колір уособлює вірність, чесність, бездоганність, небесне світання й чисті води.
- Золото — символ сили, багатства, постійності.
- Срібло символізує недоторканість.
- Козак-вершник з клейнодами вказує на силу й вірність захисника Вітчизни та є символом руху українського народу до свободи і незалежності.
- Кінь символізує волю та степовий простір.
- Хвилі втілюють води Дніпра, що об'єднує Україну.
- Якір вказує на зайнятість населення міста рибальством та мореплавством.
- Зірки є символом безмежного та неосяжного космічного простору, історичних реалій минулого — сузір'я Великого Возу та Чумацького шляху. Крім цього одна з золотих зірок уособлює Микитинську Січ, звідки було відроджено Українську Національну державу у середині XVII століття у вигляді Гетьманської козацької України.

## Радянський герб
Проект герба міста офіційно було затверджено 17 листопада 1966 року рішенням виконавчого комітету Нікопольської міської ради.
Герб поділено на дві не рівні між собою частини лазурового (нижня частина) та срібного (верхня частина) кольорів.
У верхній частині розміщено перехрещені золоті шабля й булава та червоне стилізоване зображення вічного вогню, що уособлювали історичне минуле міста, його історичний зв'язок з Запорізькою Січчю. У більшій лазуровій частині, що позначає Каховське водосховище, на березі якого розташоване місто, знаходиться чорне зображення Нікопольського південнотрубного заводу і труб. Нижче розміщено карміновий пояс з написом «Нікополь». Карміновий пояс вказує на найбільше родовище марганцевих руд у країні.